# Koszyk świadczeń gwarantowanych
Koszyk świadczeń gwarantowanych – wykaz świadczeń i procedur opieki zdrowotnej finansowanych lub współfinansowanych ze środków publicznych, wykonywanych przez świadczeniodawców pacjentom ubezpieczonym w powszechnym systemie ubezpieczenia zdrowotnego.
Koszyk świadczeń gwarantowanych w Polsce obejmuje świadczenia w nw. zakresach:
1. podstawowa opieka zdrowotna
2. ambulatoryjna opieka specjalistyczna
3. leczenie szpitalne
4. opieka psychiatryczna i leczenie uzależnień
5. rehabilitacja lecznicza
6. świadczenia pielęgnacyjne i opiekuńcze w ramach opieki długoterminowej
7. leczenie stomatologiczne
8. leczenie uzdrowiskowe
9. zaopatrzenie w wyroby medyczne
10. ratownictwo medyczne
11. opieka paliatywna i hospicyjna
12. świadczenia wysokospecjalistyczne
13. programy zdrowotne
14. leki i programy lekowe.

W Polsce koszyk świadczeń gwarantowanych wprowadzono ustawą z dnia 25 czerwca 2009 r. o zmianie ustawy o świadczeniach opieki zdrowotnej finansowanych ze środków publicznych oraz ustawy o cenach w wyniku orzeczenia Trybunału Konstytucyjnego z 2004 roku.